# Малочаганск
Малочага́нск — посёлок в Первомайском районе Оренбургской области. Входит в состав Мирошкинского сельсовета.

## География
Расположен в 95 км к северо-востоку от города Уральска. В 30 км к югу проходит граница с Казахстаном. В 60 км западнее — граница с Самарской областью.

## Население
| 2010 |
| ---- |
| 71   |

## История
В 1966 году указом Президиума Верховного Совета РСФСР посёлок Хрущев переименован в посёлок Малочаганск.

## Хозяйство
В Малочаганске есть колхозное хозяйство «Малочаганск» по выращиванию зерновых и зернобобовых культур.